# Rifargia bilskii
Rifargia bilskii är en fjärilsart som beskrevs av Paul Thiaucourt 1980. Rifargia bilskii ingår i släktet Rifargia och familjen tandspinnare. Inga underarter finns listade.